# ロドルフ・クレゼール
ロドルフ・クレゼールまたはロドルフ・クロイツェル（Rodolphe Kreutzer フランス語: [kʁøtsɛʁ], 1766年11月16日 ヴェルサイユ - 1831年1月6日　ジュネーヴ）は、フランスのヴァイオリニスト・作曲家・指揮者。

## 生涯
フランス宮廷礼拝堂の楽団員であった、シュレージエン出身のドイツ人の父親から音楽の手ほどきを受け、後にアントン・シュターミッツに師事した。当時としては最も進歩的なヴァイオリンのヴィルトゥオーゾで、1810年まで独奏者として活躍した。ウィーンでその演奏に接したベートーヴェンから、1803年のヴァイオリン・ソナタ（いわゆるクロイツェル・ソナタ）を献呈されている。一時期パリ・オペラ座管弦楽団のコンサートマスターを務めた後、1817年からその指揮者に転向した。
1795年から1826年まで、パリ音楽院の設立以来のヴァイオリン科教授を務める。ピエール・ロードやピエール・バイヨらと共に、ヴァイオリン奏法の教則本を執筆。この3人は、フランス・ヴァイオリン楽派の基礎を作った“聖三位一体”と見なされている。
弟ジャン・ニコラ・オギュスト（Jean Nicolas Auguste Kreutzer, 1778年 - 1832年）はヴァイオリニスト・作曲家、甥レオン・シャルル・フランソワ（Léon Charles François Kreutzer, 1817年 - 1868年）はフランスの音楽評論家である。

## 作品
- 42の奇想曲もしくは練習曲 42 Études ou Caprices （1796年）--- 教育用の作品
- 19 のヴァイオリン協奏曲
- 室内楽曲
- 40のオペラ
  - オルレアンのジャンヌ・ダルク Jeanne d'Arc à Orléans (1790)
  - ポールとヴィルジニー Paul et Virginie (1791)
  - ロドイスカ、または韃靼人 Lodoïska ou Les Tartares (1791)